# 帕莱斯特里纳圣殇
《帕莱斯特里纳圣殇》是一尊意大利文艺复兴时期的大理石雕塑，大约创作于1556年。1939 年由政府收购，现藏于佛罗伦萨学院美术馆 。在18世纪上半叶认为这是米开朗基罗的作品，但现在大多认为由其他人完成，例如尼科洛曼吉尼 或贝尼尼。 学院美术馆表示雕塑的作者“仍存在争议”。 
这尊雕塑最初位于帕莱斯特里纳圣罗撒利亚堂旁边的一个房间里，归巴贝里尼家族所有。